# Leesburg (Texas)
|  | Dieser Artikel wurde aufgrund von inhaltlichen Mängeln auf der Qualitätssicherungsseite des Projektes USA eingetragen. Hilf mit, die Qualität dieses Artikels auf ein akzeptables Niveau zu bringen, und beteilige dich an der Diskussion! Folgende Mängel sollten behoben werden, bevor diese Markierung entfernt werden kann: Infobox unvollständig, wirkt darüber hinaus sehr unvollständig. |

Leesburg ist ein unselbständiger Ort im Camp County, Texas. Es liegt westlich des Countrysitzes Pittsburg. Es hat eine eigene Postleitzahl, die 75451, und liegt 121 Meter über dem Meeresspiegel.
Benannt wurde der Ort nach der Familie von John Lee, der sich bereits früh in der Gegend angesiedelt hatte. In den 1870er Jahren erhielt der Ort mit einer Station an der Strecke der East Line and Red River Railroad einen Bahnhof und Anschluss an das Eisenbahnnetz. Mit zwei weiteren Orten bewarb sich Leesburg 1874 um den Sitz der Countryverwaltung, wurde aber lediglich zweiter nach dem Gewinner Pittsburg. Im gleichen Jahr wurde im Ort ein Postamt eingerichtet, dessen Leitung James G. Credille, der Treasurer des Countys, übernahm. 1884 hatte die Gemeinde eine Mühle, drei Geschäfte und etwa fünfzig Einwohner, deren Zahl bis 1890 auf 150 anwuchs und 1896 bereits 300 betrug. Darüber hinaus entstanden zwei Kirchen und zwei Schulen und das Geschäftsleben wurde merklich besser. Die Schreibweise als Leesburg setzte sich erst um 1900 allgemein durch. Die Einwohnerzahl hielt sich bis um 1930 bei etwa 300 und sank dann 1943 auf 120 ab. 1955 wurden die Schulen dem Pittsburg Independent School District angeschlossen. Bis 1968 war die Einwohnerzahl auf 75 gesunken, stieg dann aber wieder auf 115 an.
Der Ort liegt an einer ursprünglich von der Louisiana and Arkansas Railway errichteten und heute von der Kansas City Southern Railway betriebenen Bahnstrecke sowie an dem State Highway 11.
Eine Persönlichkeit aus Leesburg war Carroll Shelby (* 11. Januar 1923 in Leesburg; † 10. Mai 2012 in Dallas), ein Rennfahrer und Konstrukteur von Sportwagen.